# Ateísmo católico
El ateísmo católico es una postura cultural, teológica, filosófica y social para clasificar a aquellos ateos que son cultural, social e históricamente católicos. La categoría fue propuesta y defendida por pensadores contemporáneos, tales como Gianni Vattimo, Oriana Fallaci, George Santayana o Gustavo Bueno que se consideran «ateos, pero católicos».
Pese a la semejanza de términos, se distingue enteramente del ateísmo cristiano, el que practica las enseñanzas de Jesús pese a negar la existencia de Dios; mientras esta última enfatiza aspectos religiosos y morales, el ateísmo católico gira en torno al concepto de la identidad, la cultura, la historia, la geopolítica y la sociedad. 
En términos generales la discusión se da entre dos grupos: Por una parte, quienes identifican al catolicismo con la creencia en el dogma de la Iglesia católica (los sacramentos, la fe en Dios, la Santísima Trinidad, etcétera) y por ello sostienen que el ateísmo católico implica términos contradictorios, y en ocasiones afirmando que el cristianismo no se identifica con ninguna cultura. Por otra parte, hay quienes conciben al catolicismo como un cúmulo de valores culturales: identidad, arte, costumbres, tradiciones, historia y política. Según estos aquel que haya sido educado en países de tradición católica es considerado —crea o no en Dios— católico, y puede agruparse con los creyentes en los conflictos que crea oportuno. Un caso similar ocurre en el judaísmo, donde es aceptada la categoría de ateo judío, dado que se considera judío a cualquier hijo de madre judía, independientemente de sus creencias religiosas personales.